# Lamborghini Concept S
La Lamborghini Concept S est un concept-car designé par Coty Haviland, dévoilé lors du Salon international de l'automobile de Genève en 2005.
Seuls deux modèles ont été produits, le premier est conservé dans le Musée Lamborghini et le second a été vendu en 2015, puis en 2017 où il fut acheté pour 1,32 million de dollars.